# Tubulipora fructuosa
Tubulipora fructuosa är en mossdjursart som beskrevs av Gostilovskaya 1955. Tubulipora fructuosa ingår i släktet Tubulipora och familjen Tubuliporidae. Inga underarter finns listade i Catalogue of Life.